# Alžběta od Nejsvětější Trojice
Svatá Alžběta od Nejsvětější Trojice, OCD., rodným jménem Élisabeth Catez (18. července 1880, Avord, Francie – 9. listopadu 1906, Dijon, Francie) byla francouzská bosá karmelitka a autorka duchovních spisů. Katolická církev ji uctívá jako světici.

## Život

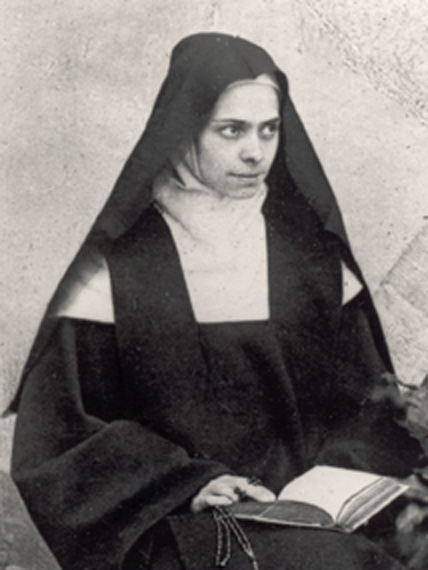
Alžběta od Nejsvětější Trojice.

Narodila se jako Élisabeth Catez ve vojenském táboře Avord (poblíž Bourges) jako prvorozené dítě kapitánu Josefu Catezovi a Marii Catezové. Když bylo Alžbětě sedm let, její otec náhle zemřel. Dne 2. srpna 1901 vstoupila do noviciátu ke karmelitkám v Dijonu a 11. ledna 1903 složila věčné řeholní sliby.

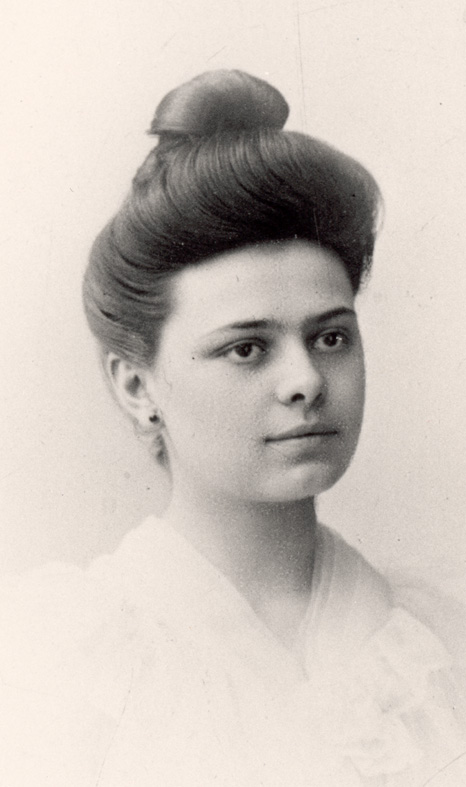
Alžběta jako dívka

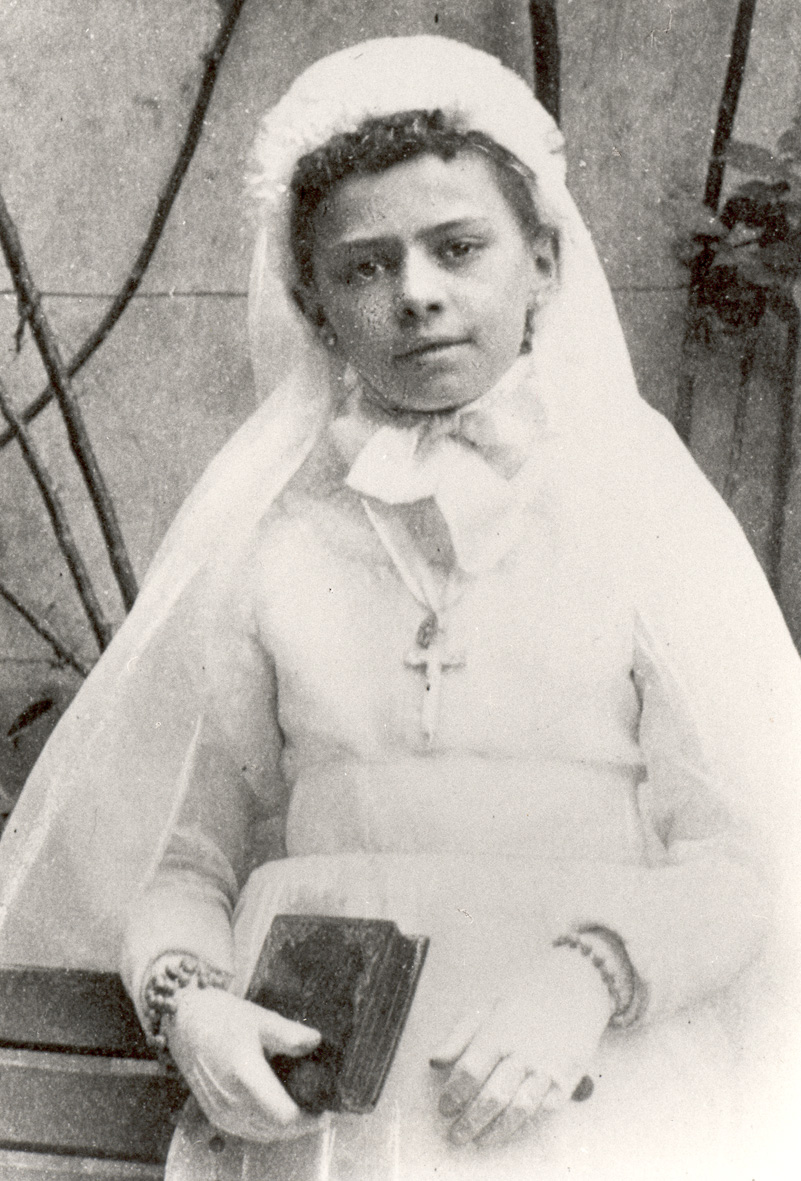
Alžběta v den svého prvního svatého přijímání

Alžběta zemřela ve věku 26 let na Addisonovu chorobu.

## Úcta

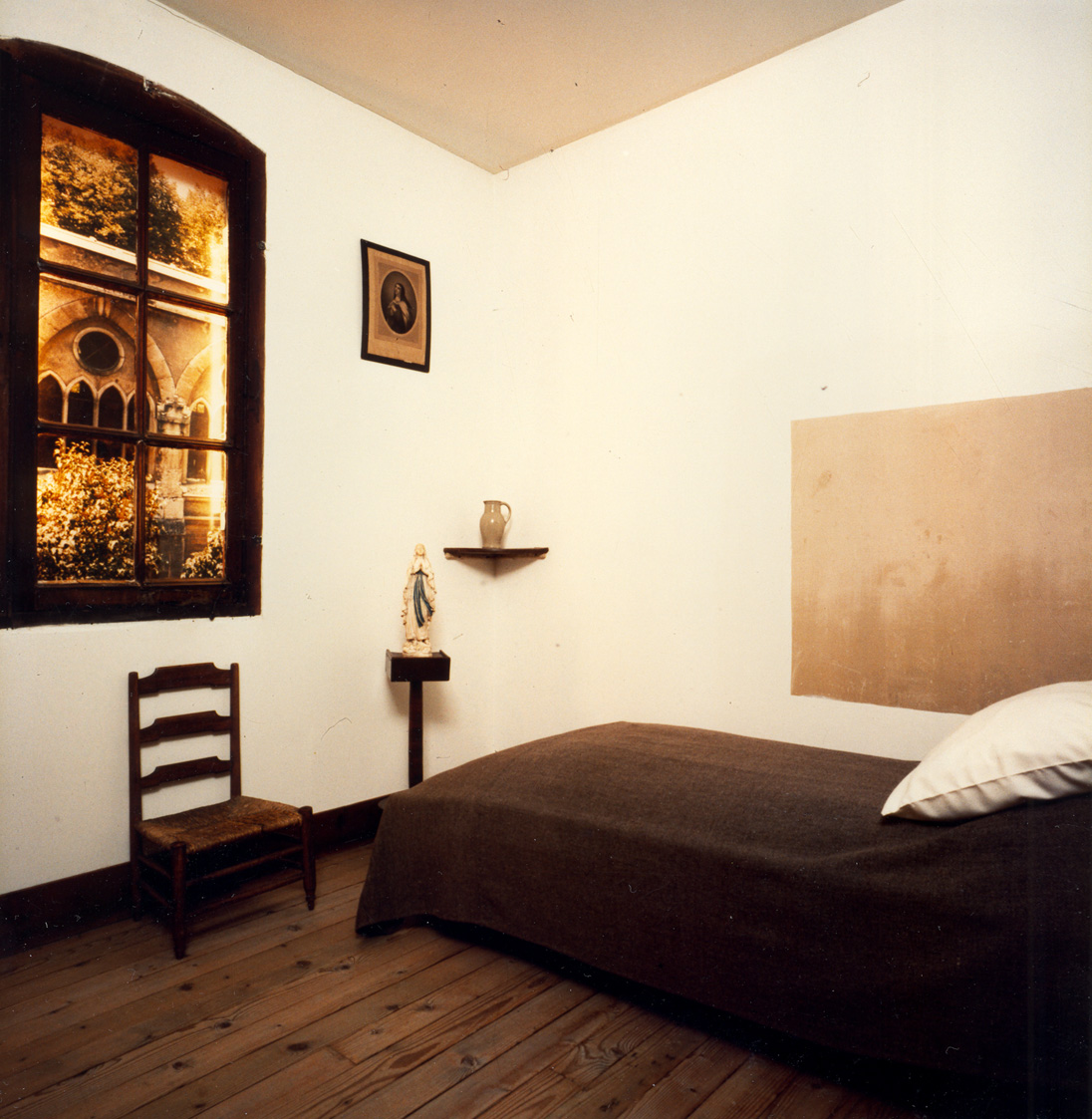
Alžbětina klášterní cela

Její beatifikační proces započal dne 25. října 1961, čímž obdržela titul služebnice Boží. Dne 12. července 1982 ji papež sv. Jan Pavel II. podepsáním dekretu o jejích hrdinských ctnostech prohlásil za ctihodnou. Roku 1984 byl uznán první zázrak na její přímluvu, potřebný pro její blahořečení.
Blahořečena pak byla dne 25. listopadu 1984 papežem sv. Janem Pavlem II. v Paříži, při jeho apoštolské návštěvy Francie. Dne 3. března 2016 uznal papež František druhý zázrak na její přímluvu, potřebný pro její svatořečení. Svatořečena pak byla dne 16. října 2016 na Svatopetrském náměstí papežem Františkem. 
Její svátek se v katolickém církevním kalendáři slaví 9. listopadu. Bývá zobrazována v řeholním oděvu.

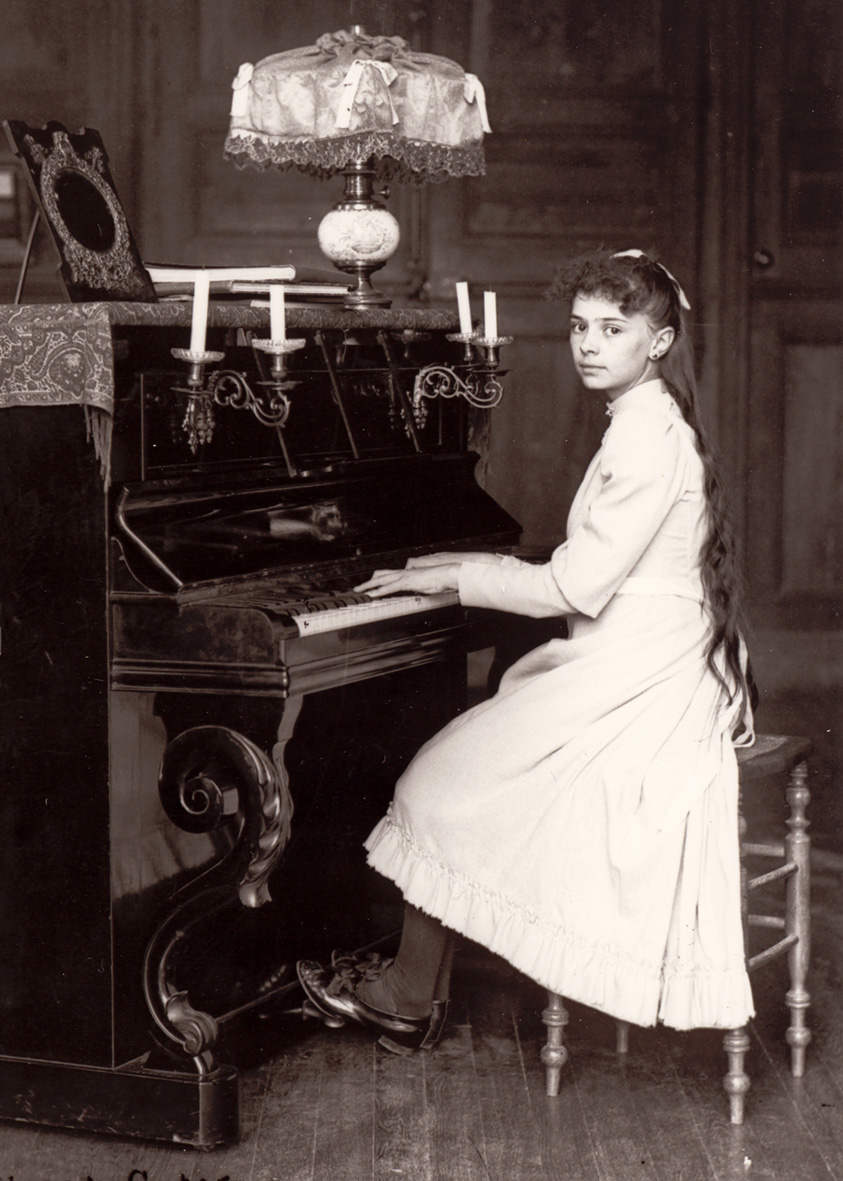
Mladá Alžběta při hře na klavír

## Dílo
Modlitba Můj Bože v Trojici se stala natolik známou a oblíbenou, že byla částečně převzata i do oficiálního Katechismu katolické církve.